# Frank Harris (Schriftsteller)

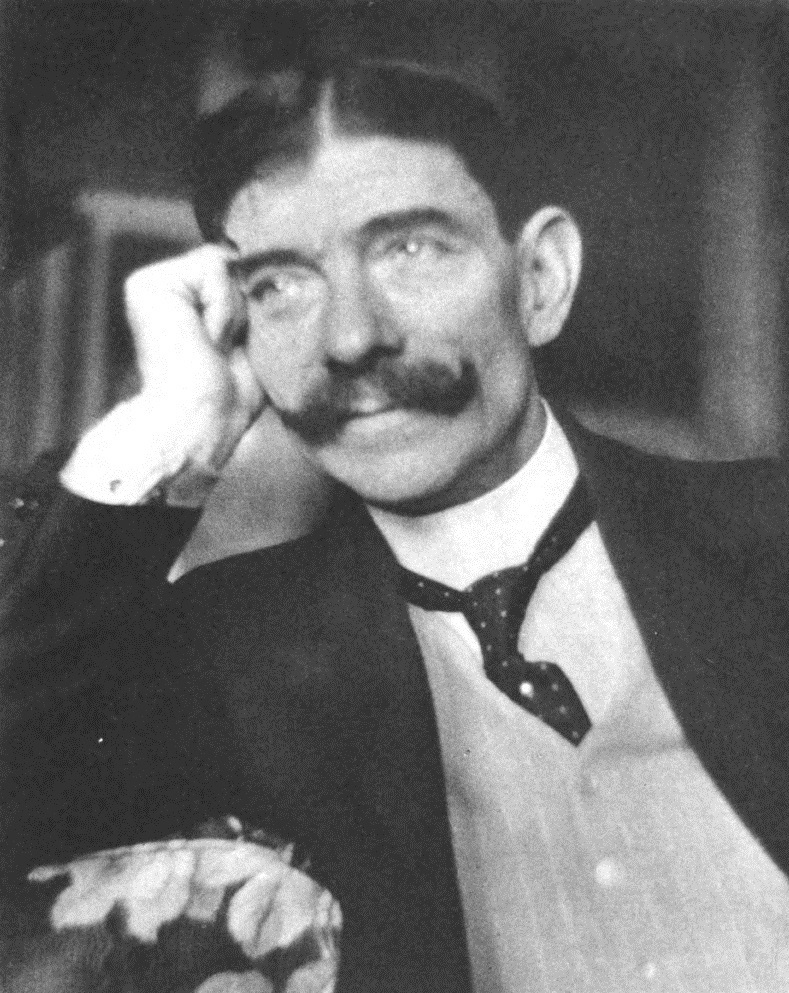
Frank Harris fotografiert von Alvin Langdon Coburn

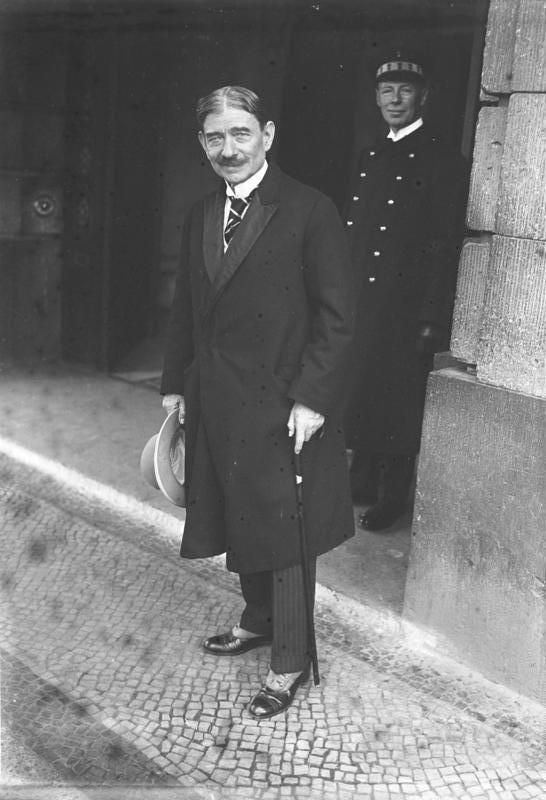
Frank Harris

Frank Harris (eigentlich James Thomas Harris; * 14. Februar 1856 in Galway, Irland; † 27. August 1931 in Nizza) war ein irisch-englischer Autor, Publizist, Editor und Redakteur.

## Leben
Frank Harris wurde in Irland als Kind Waliser Eltern geboren. Mit zwölf Jahren wurde er von den Eltern nach Wales in die traditionsreiche Ruabon Grammar School, ein Landerziehungsheim in Denbighshire, gesandt. Er gewann ein Stipendium für die Cambridge University, nutzte aber die 10 Pfund Sterling, um Ende 1869 in die USA zu emigrieren.  Nach Jobs in Texas, New York und Chicago studierte er Rechtswissenschaften an der University of Kansas, wo er eingebürgert wurde. Er ging nach England zurück und berichtete über den Russisch-Osmanischen Krieg. 1878 heiratete er die vermögende Florence Ruth Adams, die im Folgejahr starb.
Bekannt wurde Harris als Redakteur und Inhaber einer Anzahl Londoner Zeitungen und Zeitschriften, darunter die Evening News (ab 1883), die Fortnightly Review (1886–1894) sowie die Saturday Review, die er 1894 kaufte und 1898 wieder verkaufte. Letztere war eine einflussreiche Tory-Zeitung und der Höhepunkt seiner Laufbahn, mit regelmäßigen Beiträgen von H. G. Wells und George Bernard Shaw. 1907–1909 war er Besitzer von Vanity Fair, später von Hearth and Home mit Hugh Kingsmill als Assistent (1911/12). 1912/13 war er Herausgeber von Modern Society, was für ihn mit einer Gefängnisstrafe wegen Verleumdung endete, die er ab 3. Februar 1914 Brixton absitzen musste, bis er sich entschuldigen würde. Er hatte William Wentworth-Fitzwilliam, 7. Earl Fitzwilliam, beleidigt, den er als „einen der Unberührbaren der Oberschicht“ und „schlauen Hund“ in einer Reihe Artikel bezeichnete.
Am Beginn des Ersten Weltkrieges hielt Harris sich in Paris auf, erlebte die Etablierung der Militärverwaltung, Übergriffe auf deutsche Geschäfte und die Schließung der Banken. Er kehrte kurz darauf nach New York zurück und war von 1916 bis 1922 Redakteur der US-Ausgabe des Pearson's Magazine. In den 1920er-Jahren gründete er in New York die Frank Harris Publishing Company, um seine Arbeiten dort zu vermarkten.
Harris war dreimal verheiratet. Er starb 1931 verarmt in Nizza an einem Herzanfall. Sein Nachlass lagert in Princeton und in der Harvard University  Library.

## Werk
Harris schrieb Kurzgeschichten und Romane, von denen The Bomb (über den Haymarket Riot in Chicago 1886) durchaus Anerkennung fand und noch lieferbar ist; zwei Bücher über Shakespeare; eine fünfbändige Reihe biographischer Skizzen (Contemporary Portraits); sowie Biographien seiner Freunde Oscar Wilde und George Bernard Shaw. Seine Werke als Bühnenautor blieben weitgehend erfolglos; zur Aufführung kam nur eines seiner Stücke, Mr and Mrs Daventry (1900), das auf einer Idee von Oscar Wilde beruht.
1915, vor dem Eintritt der USA in den Ersten Weltkrieg, stellte er sich in England or Germany - ? auf die Seite des Deutschen Kaiserreiches wofür er in der Presse Lord Northcliffe's als Verräter bezeichnet wurde. Er schildert darin Dekadenz und Snobismus des Britischen Adels, welchem er die Sozialgesetzgebung Bismarcks und die wirtschaftliche Effizienz Preußens gegenüberstellt. Ursache seiner Ablehnung war der nach seiner Meinung schändliche Zweite Burenkrieg.
Am bekanntesten ist Harris für seine Autobiografie Mein Leben und Lieben (My Life and Loves 1922–1927), die zu seinen Lebzeiten in vier Bänden und mit komplizierter Editionsgeschichte veröffentlicht wurde. Mein Leben und Lieben sollte die erste „völlig ehrliche“ Autobiographie werden; sie schildert Harris’ Reisen und Erlebnisse, insbesondere aber seine amourösen Abenteuer mit einer Offenheit, die das Buch sofort auf die Liste pornographischer Bücher brachte. In den USA und England war es viele Jahre verboten.
Über 20 Jahre nach seinem Tode wurde 1954 ein angeblicher fünfter Band veröffentlicht; 1960 gab der Herausgeber zu, dass dieser Band überwiegend von ihm selbst frei  „nachgeschöpft“ wurde. 1960 wurde erneut eine fünfbändige Biographie veröffentlicht; der Herausgeber John F. Gallagher erläuterte hierzu, bei dem fünften Band handele es sich um Harris’ Ergänzungen und Nachträge zu der ursprünglichen Fassung.
Passagen aus Mein Leben und Lieben und aus Vanity Fair-Berichten über seine Abenteuer als Cowboy lieferten 1958 die Vorlage für den Hollywood-Western Cowboy von Delmer Daves, in dem Harris von Jack Lemmon dargestellt wird (neben Glenn Ford als Tom Reese).

## Werke
- The Bomb., Feral House 1908, ISBN 0-922915-37-7
  - deutsch: Die Bombe (Üs: Antonina Vallentin), E. Laubsche Verlagshandlung. Berlin 1927
    - Neuauflage: Die Bombe, Edition Av, 2011, ISBN 978-3-86841-053-2
- England or Germany -?. Wilmarth Press. New York. 1915
- Oscar Wilde - His Life and Confessions. 1916. IndyPublishing ISBN 1-4043-2346-5
  - deutsch: Oscar Wilde: Eine Lebensbeichte (Üs: Toni Noah), S. Fischer Berlin. 1923
- Neue Vorrede zu: Oscar Wilde „Eine Lebensbeichte“, Globus Verlag Berlin 1928
- Shakespeare der Mensch und seine tragische Lebensgeschichte (Üs: Antonina Vallentin), S. Fischer Berlin. 1928
- Unpath'd Waters, Bernh. Tauchnitz Leipzig 1929
- My Reminiscences as a Cowboy. Charles Boni: New York. 1930. (Erstveröffentlichung als The Odyssey of the Great Trail. Serie in Vanity Fair 1908,)
  - in GB als On the Trail. 1930
- Bernard Shaw - An unauthorized biography based on first hand information, The Albatross. Hamburg. 1932
- Scenes from the life of a cowboy, Velhagen & Klasing. Bielefeld. 1932
- The Short Stories of Frank Harris, a Selection (hrsg. von Elmer Gertz). Southern Illinois Univ. Press. 1975

### Autobiographie
- My Life And Loves (1. Band, erschienen in Deutschland auf Englisch)
- My Life: Volume Two (erschienen in England und Frankreich)
- My Life: Volume Three (erschienen in Frankreich)
- My Life: Volume Four (erschienen in Frankreich)
- My Life: Volume Three (enthält inhaltlich Vol. 3 + 4, erschienen in den USA)
- My Life: Volume Four (mutmaßlich erschienen in den USA)
- My Life and Loves. Prometheus 2000, ISBN 1-57392-774-0

(Auswahlbände der Autobiographie:)
- - My Life (New York 1925)
  - deutsch: Mein Leben (S. Fischer Berlin 1926)  (auf Grundlage von „My Life And Loves“ und „Volume Two“)
  - deutsch: Jahre der Reife (S. Fischer Berlin 1930)  (behandelt die Jahre 1890–1900)
  - deutsch: Mein Leben und Lieben, Stephenson. Flensburg. 1965–66 (Bd. 1–3)